# Art and Architecture Thesaurus
Der vom Getty Research Institute herausgegebene Art and Architecture Thesaurus (AAT) ist ein hierarchisch gegliederter, polyhierarchischer und mehrsprachiger Thesaurus für die Objekterschließung von kunst- und kulturhistorischen Sammlungen. Mit seinen ca. 35.000 Begriffen und 245.000 Bezeichnungen deckt der AAT die Bereiche Kunst, Architektur und materielle Kultur umfassend ab.
Auf Grund seiner Mehrsprachigkeit und des breiten Themenspektrums wird der AAT als internationaler Standard eingesetzt. Ursprünglich als ein englischsprachiger Thesaurus begonnen, liegt er derzeit in englischer, niederländischer, spanischer und großteils chinesischer Sprache vor. Eine deutsche Fassung wird gegenwärtig am Institut für Museumsforschung vorbereitet.

## Aufbau des AAT
Jede Bezeichnung (Term) ist Teil eines Konzepts. Jedes Konzept besitzt für jede Sprachvariante eine Vorzugsbezeichnung; alternative Bezeichnungen sind zusätzlich möglich. Neben der Vorzugsbezeichnung besitzt ein Konzept immer eine eindeutige Identifikationsnummer und innerhalb des hierarchischen Kontextes ein „Eltern-Konzept“. Eine sog. Scope Note definiert und erläutert das Konzept. Neben diesen streng hierarchischen Beziehungen erlaubt die Struktur des AAT auch äquivalente und assoziative Beziehungen.
Der AAT wird als Linked Open Data (LOD) zur Verfügung gestellt.

## Gliederung
Der AAT ist in acht Facetten untergliedert:
1. Objects 

Bezeichnungen für reale, vom Menschen geschaffene Objekte, wie Gemälde oder Bauwerke. Sie ist die  umfangreichste Facette.
2. Associated Concepts 

Bezeichnungen für abstrakte Konzepte und Phänomene, wie beispielsweise Abstrakte Kunst, Interdisziplinarität oder Provenienz.
3. Physical Attributes 

Bezeichnungen für wahrnehmbare oder messbare Eigenschaften, wie beispielsweise
Abmessungen, Oberflächencharakteristik oder Opazität.
4. Styles and Periods 

Bezeichnungen für Stile und Epochen, wie beispielsweise Barock oder Steinzeit. Darüber hinaus umfasst die Facette auch Religionen und Ethnien (christlich, turkmenisch).
5. Agents 

Bezeichnungen für Akteure wie Menschen, Gruppen, Organisationen, die durch ihre
Tätigkeiten und Aktivitäten definiert werden. Es finden sich in dieser Facette Berufe (Landschaftsmaler, Musiker), religiöse, gesellschaftliche und politische Gruppen (Suffragetten, Veteranen, Diktatoren), aber auch Organisationsformen (Gilden) und Organismen (Pilze).
6. Activities 

Bezeichnungen für körperliche und geistige Aktivitäten, Prozesse oder Handlungen, wie beispielsweise Pilgern, Forschen oder Torfstechen.
7. Materials 

Bezeichnungen für natürliche und künstliche physische Substanzen, wie beispielsweise Leder, Papyrus oder Tusche.
8. Brand Names 

Bezeichnungen für Markennamen. Diese Facette ist neu und bisher mit 35 Einträgen
versehen.
Der AAT unterliegt einer strengen redaktionellen Kontrolle durch das Getty Research Institute, das auch die beständige Vertiefung der Themenbereiche und den Ausbau des Themenspektrums beaufsichtigt sowie auch notwendige Strukturanpassungen regelt. Diese kontinuierliche Betreuung ermöglicht die hohe Qualität, die der AAT hinsichtlich seiner Struktur, seines hierarchischen Aufbaus, der Vielfalt der Bezeichnungen sowie des Inhaltes und Umfanges der Quellenangaben und Bezeichnungsdefinitionen (Scope Notes) vorweisen kann.

## Einsatzbereich
Im Rahmen der Dokumentation wird der AAT als eine kontrollierte Wortliste verwendet. Die hierarchische und relationale Struktur sowie die Mehrsprachigkeit des AAT bieten große Vorteile im Rahmen der Erfassung des Sammlungsgutes und wenn er bei der Suche eingesetzt wird.